# Ubi dubium, ibi libertas
Ubi dubium, ibi libertas è una locuzione latina che significa "La libertà si accompagna al dubbio".
Il proverbio è anonimo.